# Lars Gahrn
Lars Lennart Gahrn, född 29 juni 1953 i Mölndal, är en svensk historiker och museiman. Han är verksam i Mölndals Hembygdsförening och var fram till 2020 antikvarie vid Mölndals stadsmuseum. Gahrn disputerade i Göteborg 1988 på avhandlingen Sveariket i källor och historieskrivning. Den innehåller, liksom flera av Gahrns senare skrifter, åtskilliga argument mot den så kallade Västgötaskolan.

## Utmärkelser
- 2022 – Århundradets Mölndalsbo[4]